# Ligamentum cruciforme atlantis

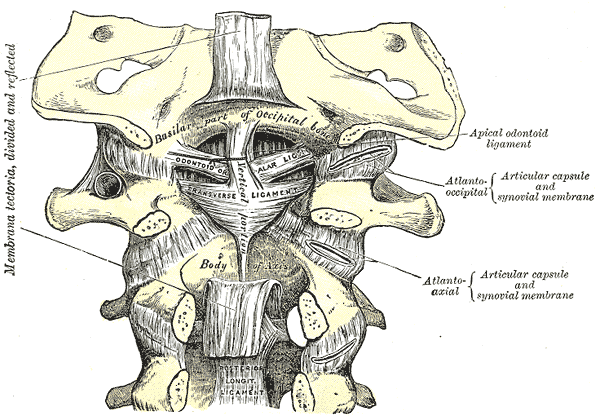
Bänder im Bereich der Kopfgelenke

Das Ligamentum cruciforme atlantis (lateinisch für ‚kreuzförmiges Band des ersten Halswirbels‘) ist ein Band im Bereich des ersten Halswirbels (Atlas). Es besteht aus zwei Anteilen: Ligamentum transversum atlantis und Fasciculi longitudinales.
Das Ligamentum transversum atlantis (‚Querband des ersten Halswirbels‘) ist der Hauptteil des kreuzförmigen Bandes. Es verbindet die beiden Seitenteile des Atlas (Massae laterales). In der Mitte kommt es zur Überkreuzung von Fasern, weshalb das Band dort breiter und dicker ist. Im Bereich der Articulatio atlantoaxialis mediana des zweiten Kopfgelenks ist in das Band eine Schicht Knorpelgewebe eingelagert. Das Querband hat eine Zugfestigkeit von 350 N und lässt sich bis zu 8 mm überdehnen.
Die Fasciculi longitudinales (‚Längsbündel‘) verbinden sich geflechtartig mit dem Querband. Das kopfseitige Längsbündel (Fasciculus longitudinalis superior) befestigt sich im Bereich des bauchseitigen Randes des Hinterhauptlochs. Das kopfabwärts ziehende Längsbündel (Fasciculus longitudinalis inferior) zieht zur rückenseitigen Fläche des Körpers des zweiten Halswirbels.